# Fables of the Reconstruction
| 전문가 평가                   | 전문가 평가 |
| 평가 점수                     | 평가 점수   |
| 출처                          | 점수        |
| ----------------------------- | ----------- |
| AllMusic                      | [ 6 ]       |
| The A.V. Club                 | A           |
| Chicago Tribune               | [ 10 ]      |
| Entertainment Weekly          | B−          |
| Pitchfork                     | 8.5/10      |
| Q                             | [ 12 ]      |
| Rolling Stone                 | [ 13 ]      |
| The Rolling Stone Album Guide | [ 14 ]      |
| Uncut                         | [ 15 ]      |
| The Village Voice             | B+          |

《Fables of the Reconstruction》은 미국의 얼터너티브 록 밴드 R.E.M.의 세 번째 스튜디오 음반이다. 1985년 6월 10일, I.R.S. 레코드를 통해 발매되었다. 이 음반은 프로듀서 조 보이드와 함께 런던의 리빙스턴 스튜디오에서 세션이 열리며 미국 이외의 지역에서 녹음된 첫 번째 음반이다. 이 음반은 더 어둡고 더 어두운 사운드와 남부 고딕물 테마와 캐릭터에서 그려진 가사를 보여준다. 게다가, 현악기와 금관악기 편곡, 밴조를 포함하여 더 다양한 악기들이 활용된다.
많은 평론가들이 《Fables of the Reconstruction》에 대한 비판적인 반응은 긍정적이었고, 포크적인 요소와 어두운 음색에 주목했다. 돌이켜보면, 이 음반은 또한 과도기적인 음반으로 간주되어 밴드의 초기 작업의 사운드와 모호한 주제를 유지하는 동시에 그들의 이후 음반에 존재할 음향 악기에 대한 실험을 암시했다. 이 음반의 판매량은 R.E.M.의 증가하는 인기를 반영하며, 미국에서 30위 안에 진입한 그들의 두 번째 음반이 되었고, 영국에서 40위 안에 든 최초의 음반이 되었다. 이후 1991년 미국 음반 산업 협회로부터 골드 인증을 받았다. 그 어떤 싱글도 주류 차트 성공을 거두지는 못했지만, 〈Driver 8〉은 그 이후로 R.E.M.의 가장 잘 알려져 있고 가장 많이 커버된 곡들 중 하나가 되었다.

## 제작
돈 딕슨과 미치 이스터와 함께 그들의 첫 두 음반인 《Murmur》 (1983년)와 《Reckoning》 (1984년)을 작업한 후, R.E.M.은 다음 음반을 위해 다른 프로듀서와 함께 작업하기로 결정했다. 이 음반의 제작을 고려하고 있는 사람들에는 반 다이크 파크스, 휴 패덤(폴리스와 제네시스와 같은 연기로 큰 성공을 거두고 있던), 엘리엇 매저(닐 영과 작업한 것으로 유명한) 그리고 엘비스 코스텔로가 포함되어 있다. 파크스는 재건 시대 이후의 시기에 미국 남부에서 인기가 있었던 엉클 리머스 민담을 기반으로 한 음반 《Jump!》 (1984년)를 최근에 발매한 리드 보컬리스트 마이클 스타이프의 첫 번째 선택이었다. 이 때문에, 스차이프는 파크스가 남부 주제와 스토리텔링 전통에 비슷하게 중점을 둔 그가 쓴 자료에 적합할 것이라고 느꼈다.
밴드는 고민 끝에 런던에 기반을 둔 프로듀서 조 보이드와 함께 작업하기로 결정했다. 밴드의 기타리스트 피터 벅은 특히 닉 드레이크, 페어포트 컨벤션, 리처드 앤 린다 톰슨과 같은 포크 록 밴드와의 작업으로 유명한 보이드와 함께 작업하기를 원했다. 노스캐롤라이나주에서 그들의 첫 두 음반을 녹음한 후, 밴드는 대신 리빙스턴 스튜디오에서 음반을 녹음하기 위해 런던으로 날아갔다. 조건은 밴드가 메이페어 거주지에서 스튜디오로 긴 통근 시간을 보낸 것보다 이상적이지 못했고, 벅은 나중에 "눈이 내리지 않는 매일 비가 왔습니다"라고 회상했다. 보도에 따르면 보이드의 직업 윤리는 세부 사항에 대한 그의 정확한 관심이 이전 두 음반에서 사용된 더 즉흥적인 접근 방식과 대조를 이루었기 때문에 밴드와 긴장을 일으켰다. 딕슨과 이스터는 밴드가 공연의 에너지와 자발성을 일부 제거했다고 느끼는 대신 노래를 섞고 리믹스하는 데 몇 시간을 보낸 보이드와 대조적으로 밴드가 실험하도록 격려하는 동시에 빠르게 작업했다.
보이드는 이후 이 음반의 녹음 기간을 "내 인생에서 최고의 시기는 아니다"라고 표현하는 한편, 당시 밴드 내의 혼란에도 불구하고 "그들은 내가 함께 작업했던 대부분의 그룹들보다 더 잘 지내는 것 같았다"고 지적했다. 그는 R.E.M.의 믹싱 접근 방식이 다른 곡들과 비교했을 때 독특하다고 느꼈다. "음반을 섞을 때, 전통적으로 가수는 그의 목소리가 더 커지기를 원하고, 기타리스트는 "기타를 쳐라"라고 말하고, 베이시스트는 '베이스 파트를 더 펀치력 있게 만들 수 없을까?'라고 말합니다. R.E.M.과 함께, 모든 사람들은 그들 자신이 거절당하기를 원했습니다."

## 곡 목록
모든 곡들은 특별한 언급이 없는 한 빌 베리, 피터 벅, 마이크 밀스 그리고 마이클 스타이프가 작사/작곡하였다.
| #  | 제목                        | 작사·작곡                                 | 재생 시간 |
| -- | --------------------------- | ----------------------------------------- | --------- |
| 1. | 〈Feeling Gravitys Pull〉   |                                           | 4:48      |
| 2. | 〈Maps and Legends〉        |                                           | 3:10      |
| 3. | 〈Driver 8〉                |                                           | 3:23      |
| 4. | 〈Life and How to Live It〉 |                                           | 4:06      |
| 5. | 〈Old Man Kensey〉          | 베리, 벅, 밀스, 스타이프, 제레미 에이어스 | 4:08      |

| #  | 제목                            | 재생 시간 |
| -- | ------------------------------- | --------- |
| 1. | 〈Cant Get There from Here〉    | 3:39      |
| 2. | 〈Green Grow the Rushes〉       | 3:46      |
| 3. | 〈Kohoutek〉                    | 3:18      |
| 4. | 〈Auctioneer (Another Engine)〉 | 2:44      |
| 5. | 〈Good Advices〉                | 3:30      |
| 6. | 〈Wendell Gee〉                 | 3:01      |